# Ku-ring-gai
Ku-ring-gai är en region i Australien. Den ligger i delstaten New South Wales, i den sydöstra delen av landet, omkring 16 kilometer norr om delstatshuvudstaden Sydney. Antalet invånare är 119 027. Arean är 86 kvadratkilometer.
Följande samhällen finns i Ku-ring-gai:
- Killara
- Lindfield
- Normanhurst
- East Lindfield
- South Turramurra
- North Wahroonga
- Roseville Chase

Runt Ku-ring-gai är det i huvudsak tätbebyggt. Runt Ku-ring-gai är det mycket tätbefolkat, med 1 463 invånare per kvadratkilometer. Genomsnittlig årsnederbörd är 1 380 millimeter. Den regnigaste månaden är februari, med i genomsnitt 200 mm nederbörd, och den torraste är juli, med 36 mm nederbörd.